# Lagenopolycystis peresi
Lagenopolycystis peresi är en plattmaskart som först beskrevs av Brunet 1965, och fick sitt nu gällande namn av Artois och Schockaert 2000. Lagenopolycystis peresi ingår i släktet Lagenopolycystis och familjen Polycystididae. Arten är reproducerande i Sverige. Inga underarter finns listade i Catalogue of Life.